# 松田円
松田 円（まつだ まどか、10月5日 - ）は、日本の漫画家。千葉県出身。てんびん座のA型。
学生時代に白泉社の漫画賞を経て、『花とゆめ』誌でデビュー。
1998年頃より、ゲームアンソロジーに執筆を始め、後に4コマ誌にオリジナル作品の連載を持つようになる。
主に芳文社の4コマ誌などで活躍。代表作は、『サクラ町さいず』。

## 作品リスト

### 連載中の作品
- スナックあけみでしかられて（2016年 - 、芳文社『まんがホーム』）
  - 芳文社〈まんがタイムコミックス〉より既刊1巻
    1. 2018年12月6日発行（2018年12月21日発売）、ISBN 978-4-8322-5737-5

### 連載が終了した作品
- どっきり☆サンプルデイズ（XXXX年 - 2005年、双葉社『まんがタウンオリジナル』）
- サクラ町さいず（2002年 - 2012年、芳文社『まんがタイムラブリー』、『まんがタイムオリジナル』→『まんがタイム』）
- つくしまっすぐライフ!（2004年 - 2013年、芳文社『まんがタイムきららキャラット』 → 『まんがホーム』、毎月連載を行っている2010年秋より2011年夏と2012年夏以後以外は、隔月連載）
- それだけでうれしい（2006年 - 2009年、芳文社『まんがタイムスペシャル』、隔月連載、非4コマ）
  - 芳文社「まんがタイムコミックス」より2009年9月22日発行（2009年9月7日発売）、ISBN 978-4-8322-6775-6
- 合金さんちの日常（2006年ゲストの後2007年 - 2010年連載、竹書房『まんがライフオリジナル』）
- まど・レーヌ - 中編作品集、以下の作品を収録、芳文社「まんがタイムコミックス」より2008年6月22日発行（2008年6月7日発売）、ISBN 978-4-8322-6643-8
  - 電化お手をどうぞ!（2003年 - 2004年、芳文社『まんがタイムきららキャラット』）
  - かめびより（2005年 - 2007年、双葉社『まんがタウンオリジナル』 → 『まんがタウン』）
- 明日もひまわり荘!（2009年 - 2011年、芳文社『まんがタイムオリジナル』）
- トンネルの華子さん（2009年ゲストの後2010年 - 2012年連載 、芳文社『まんがタイムスペシャル』）
- よこしま♥ゼミナール（2010年 - 2013年、竹書房『まんがライフオリジナル』）
  - 竹書房「バンブーコミックス」より全2巻
    1. 2012年5月1日発行（2012年4月17日発売）、ISBN 978-4-8124-7764-9
    2. 2012年12月11日発行（2012年11月27日発売）、ISBN 978-4-8124-8457-9
- ゆらゆら薬局（ファーマシー）プラリネ（2012年 - 2016年、芳文社『まんがタイムオリジナル』）
  - 芳文社「まんがタイムコミックス」より全3巻
    1. 2013年9月20日発行（2013年9月5日発売）、ISBN 978-4-8322-5223-3
    2. 2016年7月22日発行（2016年7月7日発売）、ISBN 978-4-8322-5401-5
    3. 2016年9月22日発行（2016年9月7日発売）、ISBN 978-4-8322-5514-2
- 200年の夜と孤独〜おひとりさま吸血鬼〜（2013年 - 2016年、芳文社『まんがホーム』）
- ねこにまたたび恋ばなし（2016年 - 2019年 、芳文社『まんがタイムオリジナル』）
  - 芳文社「まんがタイムコミックス」より全2巻
    1. 2018年8月7日発行（2018年8月7日発売）、ISBN 978-4-8322-5707-8
    2. 2019年12月6日発行（2019年12月21日発売）、ISBN 978-4-8322-5774-0
- りふじんなふたり（2013年 - 2020年、竹書房『まんがライフオリジナル』）
  - 竹書房「バンブーコミックス」より全4巻
    1. 2016年3月25日発行（2016年3月11日発売）、ISBN 978-4-8019-5475-5
    2. 2017年1月9日発行（2016年12月26日発売）、ISBN 978-4-8019-5719-0
    3. 2019年3月13日発行（2019年2月27日発売）、ISBN 978-4-8019-6535-5
    4. 2020年3月12日発行（2020年2月27日発売）、ISBN 978-4-8019-6876-9
- そしらぬディスタンス（2020年 - 2023年、竹書房『まんがライフオリジナル』）
  - 竹書房〈バンブーコミックス〉より全2巻
    1. 2022年7月27日発売[1]、ISBN 978-4-8019-7686-3
    2. 2023年6月15日発売[2]、ISBN 978-4-8019-8068-6

- 読者コーナー4コマ（メディアワークス『電撃Girl's Style』）

### ゲームアンソロジー
下記のレーベルのゲームアンソロジーの一部に執筆している。
- 光文社「火の玉ゲームコミックシリーズ」
- スタジオDNA（現一迅社）「DNAメディアコミックス」
- コーエー「コーエーゲームコミックス」
- ビブロス「F'PACKS」
- ジャイブ「CR COMICS DX」